# Astelia tovii
Astelia tovii là một loài thực vật có hoa trong họ Asteliaceae. Loài này được F.Br. mô tả khoa học đầu tiên năm 1931.